# Hamblain-les-Prés
Hamblain-les-Prés – miejscowość i gmina we Francji, w regionie Hauts-de-France, w departamencie Pas-de-Calais.
Według danych na rok 1990 gminę zamieszkiwało 516 osób, a gęstość zaludnienia wynosiła 106 osób/km² (wśród 1549 gmin regionu Nord-Pas-de-Calais Hamblain-les-Prés plasuje się na 771. miejscu pod względem liczby ludności, natomiast pod względem powierzchni na miejscu 690.).